# 岡本智周
岡本 智周 (おかもと ともちか、1971年 - ) は、日本の教育社会学者。早稲田大学教授。
教育社会学、共生社会学、歴史社会学、ナショナリズム研究、社会意識研究などを専門としている。

## 来歴
2001年に早稲田大学大学院文学研究科社会学専攻博士後期課程修了。博士(文学)。早稲田大学国際教育センター助手、日本学術振興会特別研究員（PD）、筑波大学大学院人間総合科学研究科助教授、同大学人間系准教授を経て、2018年より早稲田大学文学学術院教授。

## 著書

### 単著
- 『国民史の変貌-日米歴史教科書とグローバル時代のナショナリズム』(日本評論社,2001年,第1回日本教育社会学会奨励賞)
- 『歴史教科書にみるアメリカ-共生社会への道程』(学文社,2008年)

### 共著
- 「共生と希望の教育学』(共編著,筑波大学出版会,2011年)
- 『学校教育と国民の形成』(共著,学文社,2012年)